# ラ・ルーチェ
株式会社ラ・ルーチェ（英: LA LUCE Inc.）は、かつて存在したテレビ照明業務を行っていた技術プロダクションである。主にTBS系列のバラエティ番組や民放各局のテレビドラマを照明担当していた。
2021年4月1日（令和3年）付で、株式会社東通など12社と共に株式会社TBSアクトへ吸収合併され、解散した。

## 沿革
- 2001年 - 元サンライズアート所属していた・板垣賢三と他のスタッフを結成し、設立された。
- 2020年6月 - 技術・美術・CG関連部門の子会社再編を目的として株式会社TBSアート&テクノロジーを設立。その後同業務に属する子会社を吸収合併する[2]。
- 2021年4月 - 株式会社ティ・エル・シー、株式会社東通など12社と共に株式会社TBSアクトへ吸収合併され、ラ・ルーチェは解散[1]。ラ・ルーチェが手がけていた業務はTBSアクトデザイン本部ライティングセンター照明技術部が継承した。

## 所属スタッフ
- 板垣賢三（サンライズアート→）
- 菊地　護（サンライズアート→）
- 的場謙一（サンライズアート→）
- 金子清二（サンライズアート→）
- 原　　昇（サンライズアート→）
- 阿部慶治（サンライズアート→）
- 青木義男（サンライズアート→）
- 落合一夫（サンライズアート→）
- 太田　亘（サンライズアート→）
- 浅田和男（サンライズアート→）
- 荒井徹夫（サンライズアート→）
- 山下明弘（サンライズアート→）
- 椙浦明規（サンライズアート→）
- 鹿島雄司（サンライズアート→）
- 加藤美和子（サンライズアート→）
- 鵜飼隆一郎（サンライズアート→）
- 川端　虎（サンライズアート→）
- 平岡将仙（ティ・エル・シー→）
- 星野章子（サンライズアート→）
- 三宅　洋（サンライズアート→）
- 川井寿美（サンライズアート→）
- 清喜博二（アンバーライト→）
- 庄田友里絵（サンライズアート→）
- 太刀川宏之
- 成田卓嗣
- 押木佑介
- 佐々木理衣

## 実績担当作品

### テレビ番組
特に記述がない場合はTBSで放送。